# 塞塞克河
51°36′39.02″N 7°31′45.47″E / 51.6108389°N 7.5292972°E

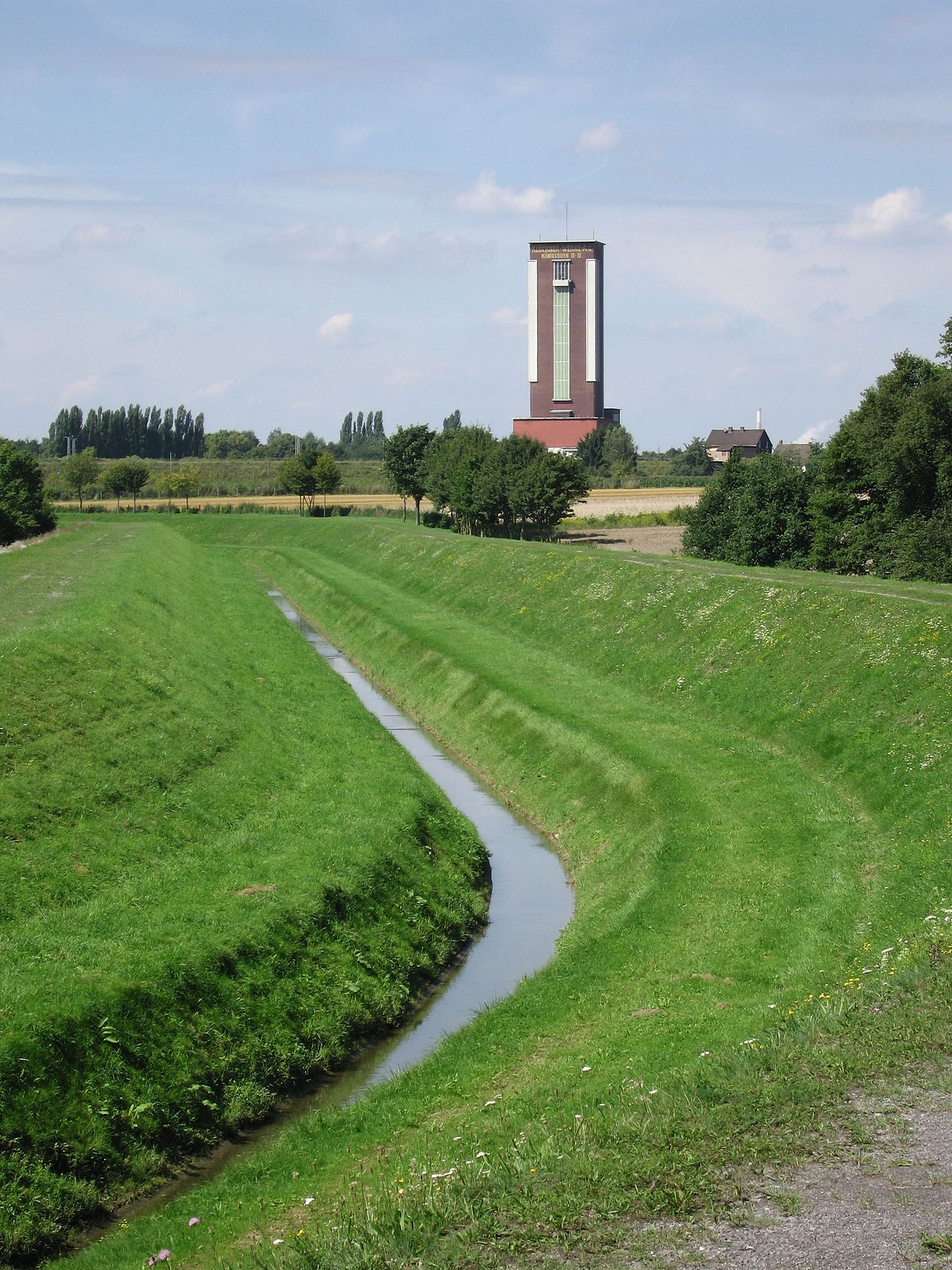
塞塞克河

塞塞克河（德語：Seseke），是德国的河流，位於北莱茵-威斯特法伦州阿恩斯貝格行政區，属于利珀河的左支流，河道全长32公里，流域面积总319平方公里，大部分河道位於翁納縣。